# Zbrodnia w Łobżenicy
Zbrodnia w Łobżenicy – masowe represje wobec mieszkańców Łobżenicy i pobliskich miejscowości, zastosowane przez członków niemieckiego Selbstschutzu jesienią 1939 roku. W ciągu pierwszych trzech miesięcy niemieckiej okupacji przez więzienie Selbstschutzu w Łobżenicy przeszło kilkuset Polaków i Żydów, spośród których około 200 zostało zamordowanych. Łobżenica była największym, obok Paterka pod Nakłem, miejscem kaźni ludności polskiej w powiecie wyrzyskim. Terror, jaki zaprowadzili tam miejscowi volksdeutsche, przybrał tak brutalną formę, iż zmusił do oficjalnej reakcji niemieckie władze sądowo-policyjne.

## Przejęcie władzy przez Selbstschutz

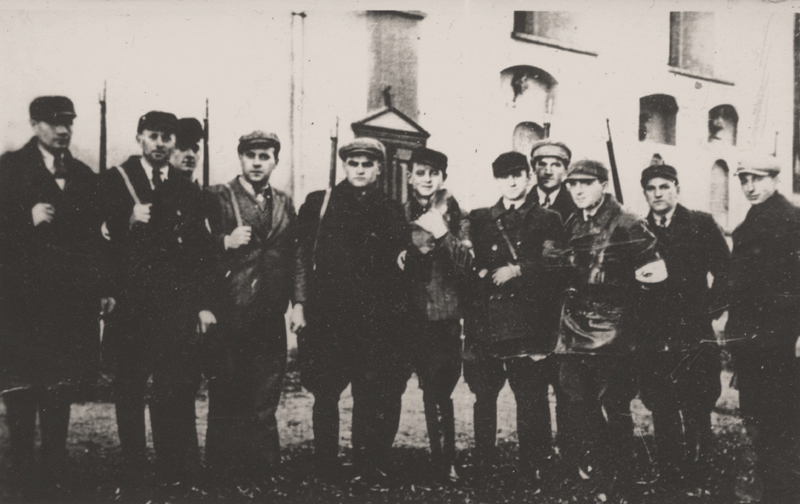
Członkowie łobżenickiego Selbstschutzu. Piąty od lewej stoi Harry Schulz.

Łobżenica, położona zaledwie 5 kilometrów od ówczesnej granicy polsko-niemieckiej, została zajęta przez oddziały Wehrmachtu już 1 września 1939. W zdobytym mieście niemal natychmiast uaktywniły się bojówki Selbstschutzu – paramilitarnej formacji złożonej z przedstawicieli niemieckiej mniejszości narodowej, zamieszkującej przedwojenne terytorium Rzeczypospolitej. Organizacją struktur Selbstschutzu na terenie powiatu wyrzyskiego zajmował się 23-letni Werner Köpenick. Komendantem Selbstschutzu w Łobżenicy (Bezirkselbstschutzführer) został natomiast miejscowy Niemiec, Hermann Seehaver (alkoholik, z zawodu dentysta), który pełnił jednocześnie funkcję komisarycznego burmistrza. Jego zastępcą był 29-letni Harry Schulz – volksdeutsch pracujący przed wojną jako księgowy w młynie w Łobżenicy.
W mieście i okolicy niezwłocznie rozpoczęły się aresztowania Polaków, których ofiarą padali przede wszystkim przedstawiciele lokalnej elity społecznej i intelektualnej, ale również osoby, do których członkowie Selbstschutzu żywili po prostu osobiste urazy bądź pretensje. Ponadto na celowniku okupanta znaleźli się Żydzi. Aresztowania i morderstwa dokonywane przez Selbstschutz w Łobżenicy były zresztą jedynie elementem szeroko zakrojonych działań eksterminacyjnych, które okupanci niemieccy realizowali na całym Pomorzu w ramach tzw. akcji „Inteligencja”.

## Eksterminacja ludności polskiej i żydowskiej
Polaków aresztowanych we wrześniu i w początkach października 1939 osadzano początkowo w łobżenickim więzieniu sądowym, nad którym Selbstschutz sprawował pieczę od 8 września do 15 listopada 1939. W tym okresie w więzieniu przebywało stale około 500 aresztantów. Warunki bytowe były fatalne – uwięzionych stłaczano w niewielkich celach i aby dodatkowo ich upokorzyć, pożywienie podawano w spluwaczkach. Aresztowanych poddawano regularnym przesłuchaniom i torturom, w których lubowali się zwłaszcza Seehaver i Schulz. Z zeznań świadków wynika, iż najgorsze były noce, kiedy pijani Selbstschutzmani powróciwszy z zabaw i libacji, przystępowali ze zdwojoną energią do katowania swych ofiar. Niektórych ciężko pobitych więźniów umieszczano w karcerze urządzonym w zarobaczonym kurniku. Przetrzymywane w więzieniu kobiety były regularnie gwałcone przez Harry’ego Schulza i jego kompanów. Wielu więźniów zostało zamordowanych na terenie więzienia – jednych zakatowano na śmierć, innych rozstrzelano lub powieszono na więziennym podwórzu, lub w piwnicach. Niektórych egzekucji dokonywał osobiście dowódca wyrzyskiego Selbstschutzu, Köpenick. Gdy 15 listopada 1939 niemieckie władze sądowo-policyjne przejęły kontrolę nad więzieniem, przebywało w nim jeszcze zaledwie 12 Polaków.
Większość ofiar łobżenickiego Selbstschutzu była jednak mordowana w tajnych egzekucjach poza miastem. Tego typu egzekucje przeprowadzano w pięciu miejscach – na cmentarzu żydowskim w Łobżenicy (znane są nazwiska 8 zamordowanych tam osób), na polu w pobliżu miejscowej strzelnicy (należącej do bractwa kurkowego), w lesie koło Łobżonki (znane są nazwiska 30 zamordowanych tam osób. Jedną z nich był przedwojenny burmistrz Łobżenicy, Hempel), w lesie koło Piesna oraz na polu w pobliżu miejscowości Rataje. Z łobżenickiego więzienia skazańców przywożono na miejsce straceń samochodami ciężarowymi bądź wozami konnymi, w grupach nie większych niż 20 osób. Nierzadko wiązano im ręce drutem kolczastym. Czasami ofiary musiały przed śmiercią same wykopać sobie groby. Znane są nazwiska dwóch osób (Jan Pankowski i Antoni Dywel), którym w ostatniej chwili udało się uciec z miejsca egzekucji.
Miejscem szczególnie okrutnej egzekucji dokonanej przez łobżenickich Selbstschutzmanów było sanktuarium maryjne w pobliskiej Górce Klasztornej. 23 października 1939 Selbstschutz przejął kontrolę nad tamtejszym klasztorem Zgromadzenia Misjonarzy Świętej Rodziny, urządzając w nim obóz przejściowy dla polskiego duchowieństwa katolickiego z terenów powiatu wyrzyskiego. Obok 30 zamieszkujących na stałe klasztor księży i braci góreckich zgromadzono tam w początkach listopada 19 księży i 2 siostry zakonne z dekanatów łobżenickiego i nakielskiego, których przetrzymywano dotychczas w Łobżenicy. W nocy z 11 na 12 listopada Selbstschutzmani wywieźli 48 duchownych do Paterka pod Nakłem i tam zamordowali. W „opróżnionym” w ten sposób klasztorze uwięziono następnie 36 Żydów przywiezionych z prowizorycznego obozu w Lipce (w tym kobiety, 90-letni starzec oraz co najmniej troje dzieci w wieku 5-7 lat) oraz 8 Polaków z Łobżenicy. Wśród tych ostatnich znajdowali się m.in.: aptekarz Józef Reinholz z Łobżenicy, nieznany z nazwiska komornik sądowy z Wyrzyska, fryzjer Jan Stypek, Antoni Winnicki – zarządca młyna z Dźwierszna oraz Anna Jaworska (uczestniczka powstania wielkopolskiego) wraz z mężem. Wieczorem 23 listopada 1939 pijani Selbstschutzmani dowodzeni przez Harry’ego Schulza bestialsko zamordowali wszystkich więźniów, z wyjątkiem artysty Jana Topora, którego oszczędzili ze względu na jego umiejętności rzeźbiarskie. Z relacji ocalonego wiadomo m.in., iż Anna Jaworska została związana linami, które na rozkaz Niemców dwie grupy Żydów ciągnęły następnie w przeciwnych kierunkach tak długo, aż kobieta została rozerwana na pół. Pewną żydowską kobietę, która właśnie urodziła dziecko, Schulz kazał zakopać żywcem wraz z noworodkiem. Innych więźniów ciężko pobito i zastrzelono. Kobiety były gwałcone przed śmiercią.
Łącznie ofiarą mordów dokonywanych przez Selbstschutz w październiku i listopadzie 1939 padło około 200 mieszkańców Łobżenicy i okolicznych miejscowości, w tym około 60 duchownych katolickich. Łobżenica była największym, obok Paterka pod Nakłem, miejscem kaźni ludności polskiej w powiecie wyrzyskim.

## Proces Harry’ego Schulza przed bydgoskim Sądem Specjalnym
W styczniu 1940 do prokuratury okręgowej w Bydgoszczy wpłynęło zawiadomienie złożone przez funkcjonariuszy żandarmerii z Łobżenicy, informujące o licznych przestępstwach Schulza, w tym dokonywanych przez niego gwałtach na polskich i żydowskich kobietach (co w świetle rasistowskiego prawodawstwa III Rzeszy stanowiło zbrodnię „pohańbienia rasy”). Zarzuty były poważne i władze niemieckie zdecydowały się wytoczyć Schulzowi proces przed Sądem Specjalnym w Bydgoszczy (Sondergericht Bromberg). Wszczęcie procesu i późniejszy wyrok skazujący były w dużej mierze efektem wysiłków niemieckiego prokuratora Tauschera, jednego z nielicznych z bydgoskiej prokuratury charakteryzujących się względną uczciwością oraz ludzkim stosunkiem do Polaków. W marcu 1940 Schulz został aresztowany.
Podczas rozprawy wyszło na jaw, że nawet miejscowi volksdeutsche byli wstrząśnięci postępowaniem Schulza (którego uważano za awanturnika i degenerata), lecz przez długi czas byli zbyt zastraszeni przez Selbstschutz, aby złożyć doniesienie do odpowiednich władz. Wyrok w procesie Schulza zapadł 18 lipca 1940. Za pięć udowodnionych gwałtów oskarżony został skazany na 15 lat ciężkiego więzienia oraz pozbawienie praw obywatelskich na 10 lat.
Sprawa Schulza obciążyła też pośrednio jego zwierzchnika, Wernera Köpenicka. Wszczęte przeciwko niemu postępowanie zostało jednak umorzone.

## Epilog
W maju 1945 w kilku miejscach straceń pod Łobżenicą dokonano ekshumacji pomordowanych tam ofiar. Odnalezione szczątki zebrano w kilku trumnach i podczas manifestacyjnego pogrzebu w dniu 1 lipca 1945 pochowano w zbiorowej mogile na cmentarzu parafialnym w Łobżenicy. Nad mogiłą postawiono później granitowy pomnik z murowaną tablicą z napisem: „Tu spoczywają prochy 54 Polaków z Łobżenicy i okolicy pomordowanych przez hitlerowców we wrześniu 1939 r. Boże racz ich przyjąć do swego królestwa i obdarz ich pokojem wiecznym”. Pamiątkowe tablice umieszczono również na miejscach straceń w Łobżonce i Piesnym oraz na ścianach dawnego łobżenickiego więzienia.
4 maja 1965 z inicjatywy Barbary Bojarskiej (pracownicy Instytutu Zachodniego w Poznaniu) dokonano ekshumacji ofiar egzekucji przeprowadzonej przez Selbstschutz w Górce Klasztornej. Dzięki wskazówkom ocalałego Jana Topora odnaleziono w ogrodzie klasztornym szczątki 36 ciał, które 9 maja 1965 przewieziono samochodem straży pożarnej na cmentarz parafialny w Łobżenicy i tam pochowano. Na mogile postawiono pomnik z granitu, do którego przytwierdzono mosiężną tablicę z napisem: „Pamięci ofiar zbrodni hitlerowskiej dokonanej w r. 1939 w Górce Klasztornej”. W ogrodzie góreckim, w miejscu zbiorowej mogiły, wystawiono z kolei pomnik z krzyżem i marmurową tablicą z napisem: „Miejsce ofiar zbrodni hitlerowskiej dokonanej w dniu 22 – 23 XI. 1939 r.”
Do 1945 Harry Schulz był przetrzymywany w więzieniu w Koronowie. Po wojnie ukrywał się pod zmienionym nazwiskiem w Szczecinie. Ożenił się z Polką i kreował się nawet na ofiarę faszyzmu. Przypadkowo rozpoznany został jednak aresztowany i skazany na karę śmierci przez powieszenie (1953). Wyrok wykonano 22 lutego 1954. Pozostali dowódcy łobżenickiego Selbstschutzu – Werner Köpenick i Hermann Seehaver – zamieszkali po wojnie w Niemczech Zachodnich. Żaden z nich nie został postawiony przed sądem.